# 刺叶鳞毛蕨
刺叶鳞毛蕨（学名：Dryopteris carthusiana）为鳞毛蕨科鳞毛蕨属下的一个种。